# Radio Ethiopia (album)
Radio Ethiopia er Patti Smiths andet album, udsendt i 1976 med hendes faste band Patti Smith Group, produceret af Jack Douglas og udsendt på Arista Records. Albummet har coverfoto af Lynn Goldsmith og er dedikeret til Arthur Rimbaud og Constantin Brancusi. Albummet indeholder sangen af samme navn.
I flere interviews i forbindelse med udgivelsen sagde Patti Smith, at hun ønskede at Radio Ethiopia skulle blive et hit, og at det var baggrunden for valget af Douglas som producer. Musikken på albummet adskiller sig fra den roste debut Horses fra 1975. Flere numre ("Ask The Angels", "Pumping (My Heart)") har struktur og lyd som mainstream 1970'er rock, med inspiration fra. bl.a. Rolling Stones (et af Smiths favorit-bands). 
Andre numre er mindre konventionelle ("Ain't It Strange", "Poppies") og mere i samme stil som Horses ("Pissing in the River"). Smith har sagt, at "Poppies" er en efterfølger til "Land".
Albummets titelnummer er kontroversielt og har affødt stærkt delte meninger blandt kritikere og publikum. Nummeret tekst henviser til Rimbauds død, og musikken er kaotisk. Det blevet beskrevet som "10 minutters støj", og koncert-udgaver er blevet mødt med meget negative anmeldelser. Smith selv har omtalt nummeret meget positivt, og kritikeren Piero Scaruffi har sangen med på sin liste over alle tider bedste rock-sange.
Albummet opnåede ikke den kommercielle succes Smith ønskede, og var i modsætning til Horses heller ikke nogen stor anmelder-succes.
Bagsiden af albummets cover har teksten "Free Wayne Kramer"; Kramer var i 1976 fængslet i Kentucky efter en dom for handel med kokain.

## Numre

### 1976 LP
Side 1:
1. "Ask the Angels" (Patti Smith, Ivan Kral) – 3:05
2. "Ain't It Strange" (Smith, Kral) – 6:33
3. "Poppies" (Smith, Richard Sohl) – 7:03
4. "Pissing in a River" (Smith, Kral) – 4:39

Side 2:
1. "Pumping (My Heart)" (Smith, Kral, Jay Dee Daugherty) – 3:20
2. "Distant Fingers" (Smith, Allen Lanier) – 4:17
3. "Radio Ethiopia" (Smith, Lenny Kaye) – 9:58
4. "Abyssinia" (Smith, Kaye, Sohl) – 2:10

### Bonusnummer, 1996 CD
1. "Chiklets" (Smith, Kral) – 5:57

## Medvirkende
- Patti Smith – guitar, sang
- Lenny Kaye – lead guitar
- Ivan Kral – guitar, bas
- Jay Dee Daugherty – trommer, percussion
- Richard Sohl – keyboards, synthesizer

## References
1. ↑  Piero Scaruffi, Best Songs of All Times